# Vauxhall 30/98
Der Vauxhall 30/98 ist ein Oberklassewagen, den Vauxhall Motors von 1913 bis 1915 und von 1919 bis 1927 fertigte. Damals war die bekannteste Ausführung der Vauxhall Velox (nicht zu verwechseln mit dem Vauxhall Velox der 1940er-/1950er-/1960er-Jahre). „Velox“ ist das lateinische Wort für „Geschwindigkeit“. Es war ein viersitziger Tourenwagen, den der Hersteller selbst als „the 30-98 hp Vauxhall Velox sporting car“ bezeichnete.
1995 wurde der 30/98 als definitiv einer der bekanntesten Sportwagen in Großbritannien beschrieben und Mitte des 20. Jahrhunderts berichtete Automobile Quarterly, dass er liebevoll als der letzte Edwardianer bekannt war und als der erste und vielleicht beste britische Sportwagen eingeordnet wurde.

## Ursprung

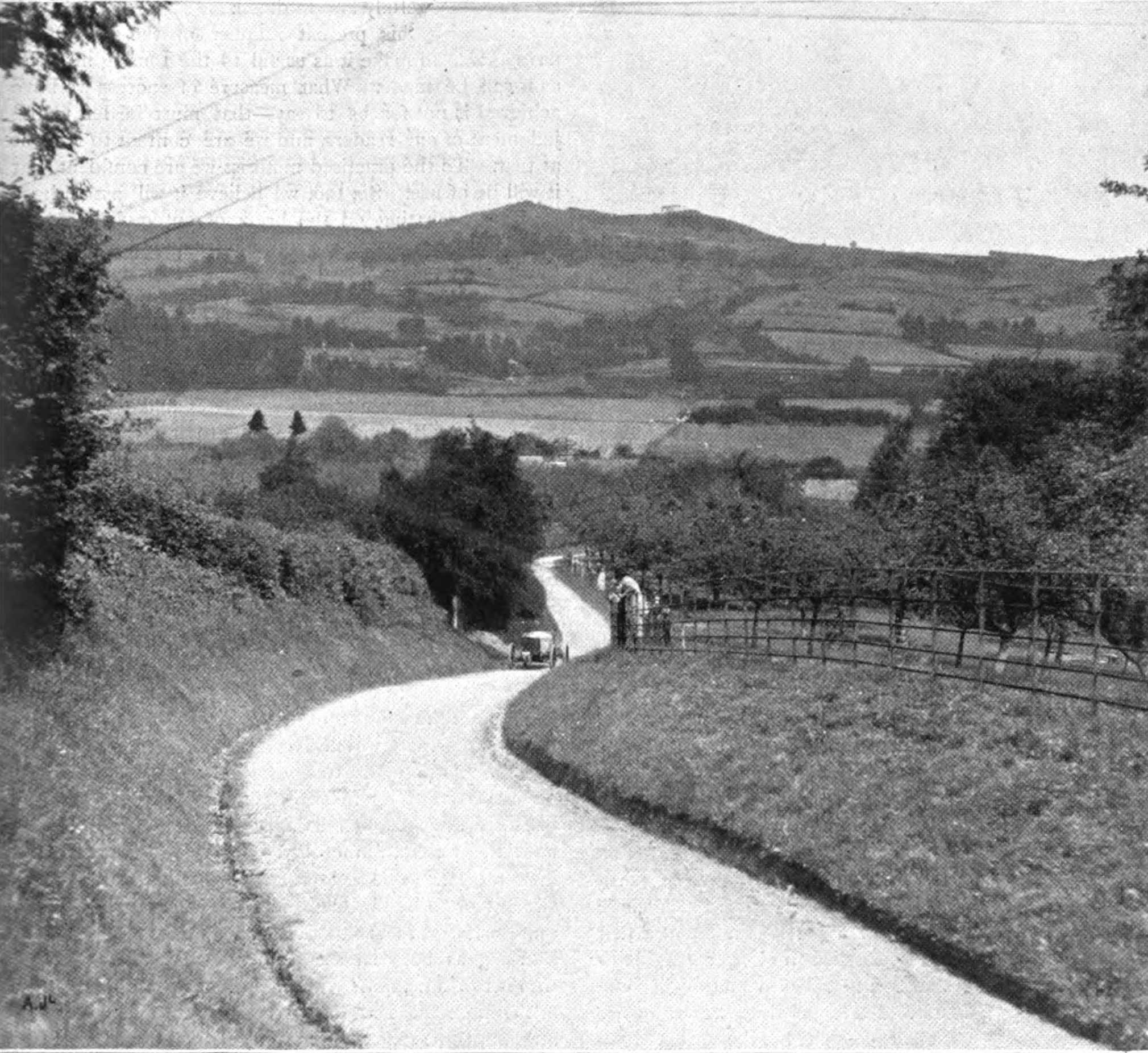
Higginson fährt im ersten 30/98 den Shelsley Walsh hinauf (7. Juni 1913)

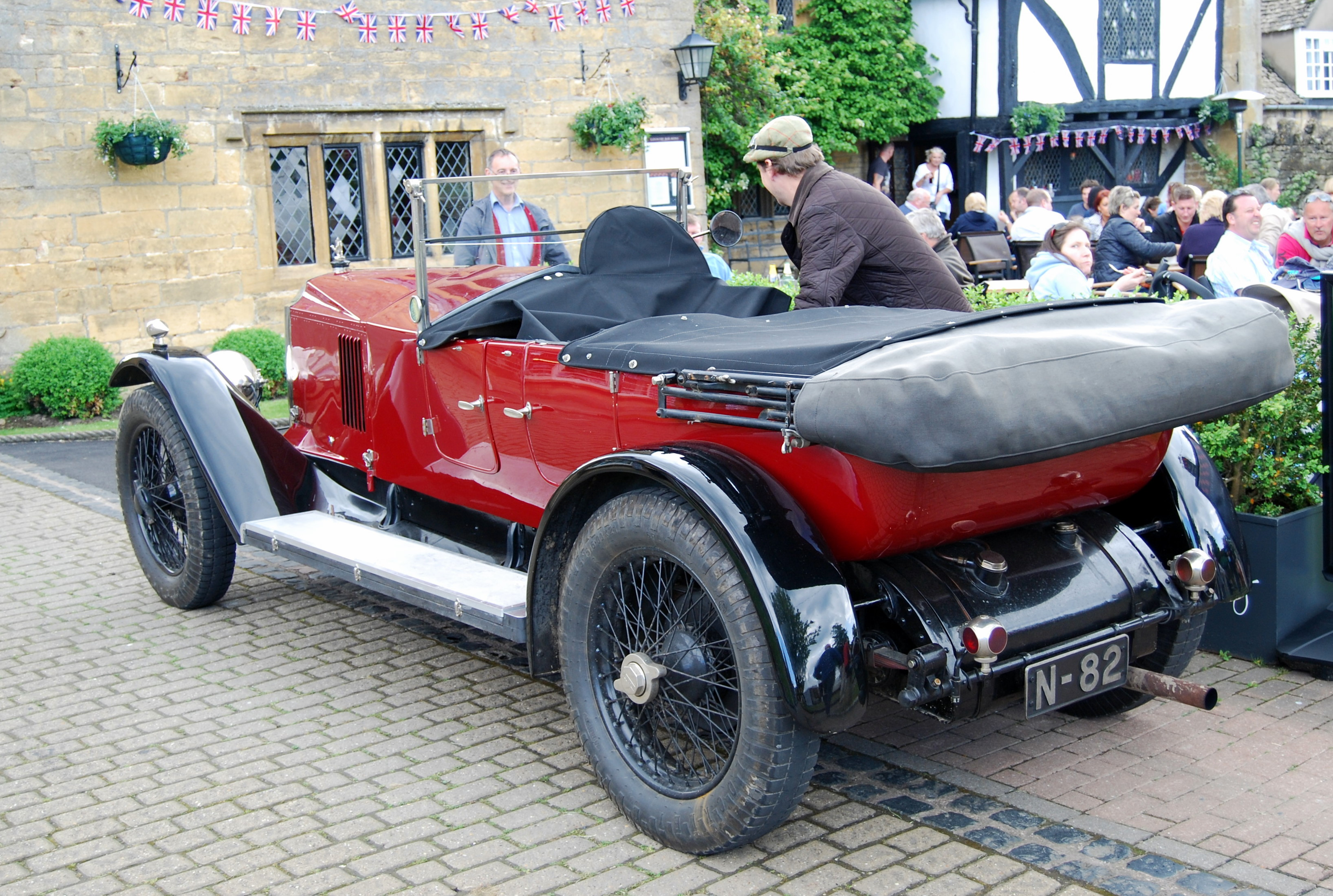
30/98 OE 'Velox'-Tourenwagen

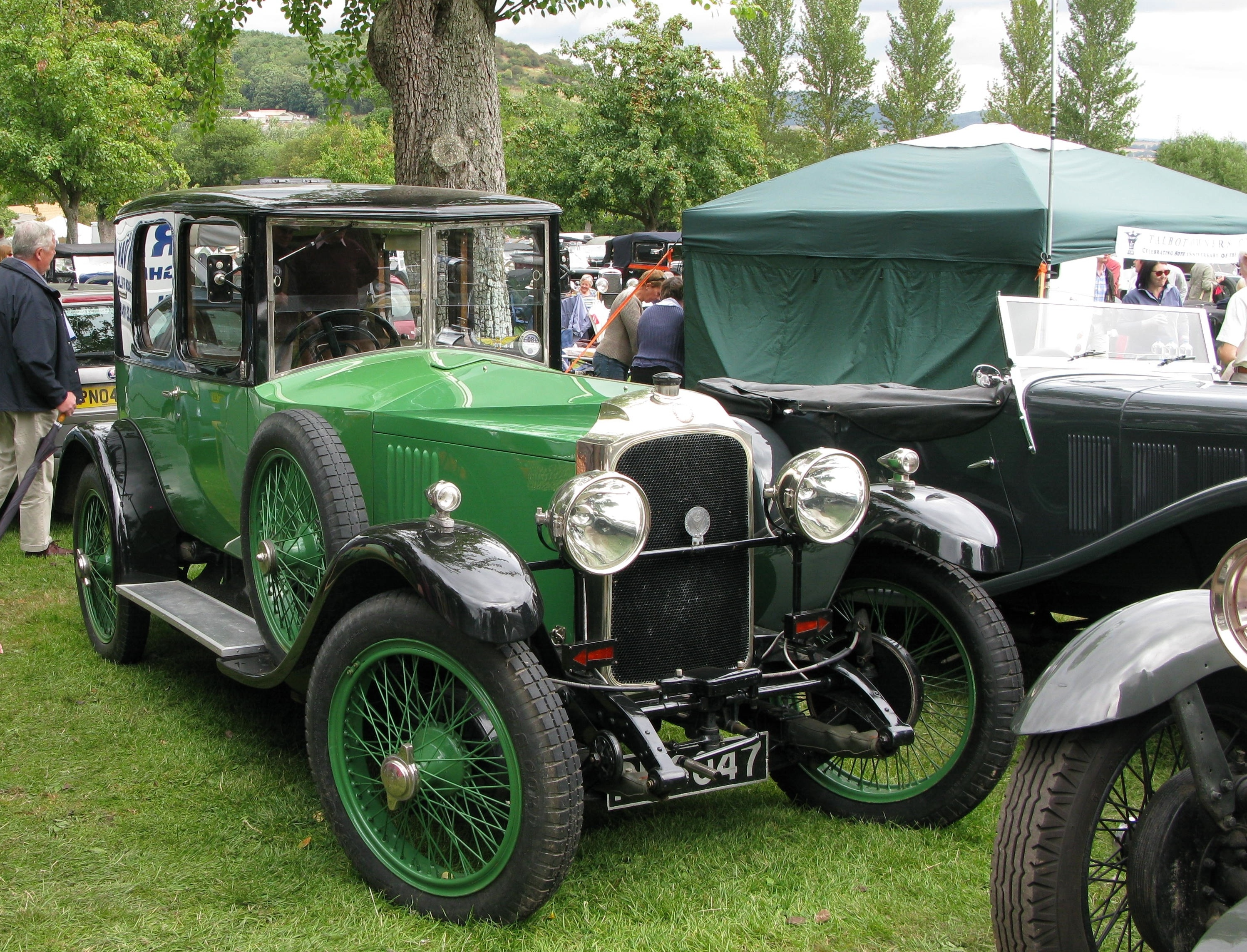
30/98 'Clinton'-Limousine mit 2 Türen und 4 Fenstern (Replika-Karosserie)

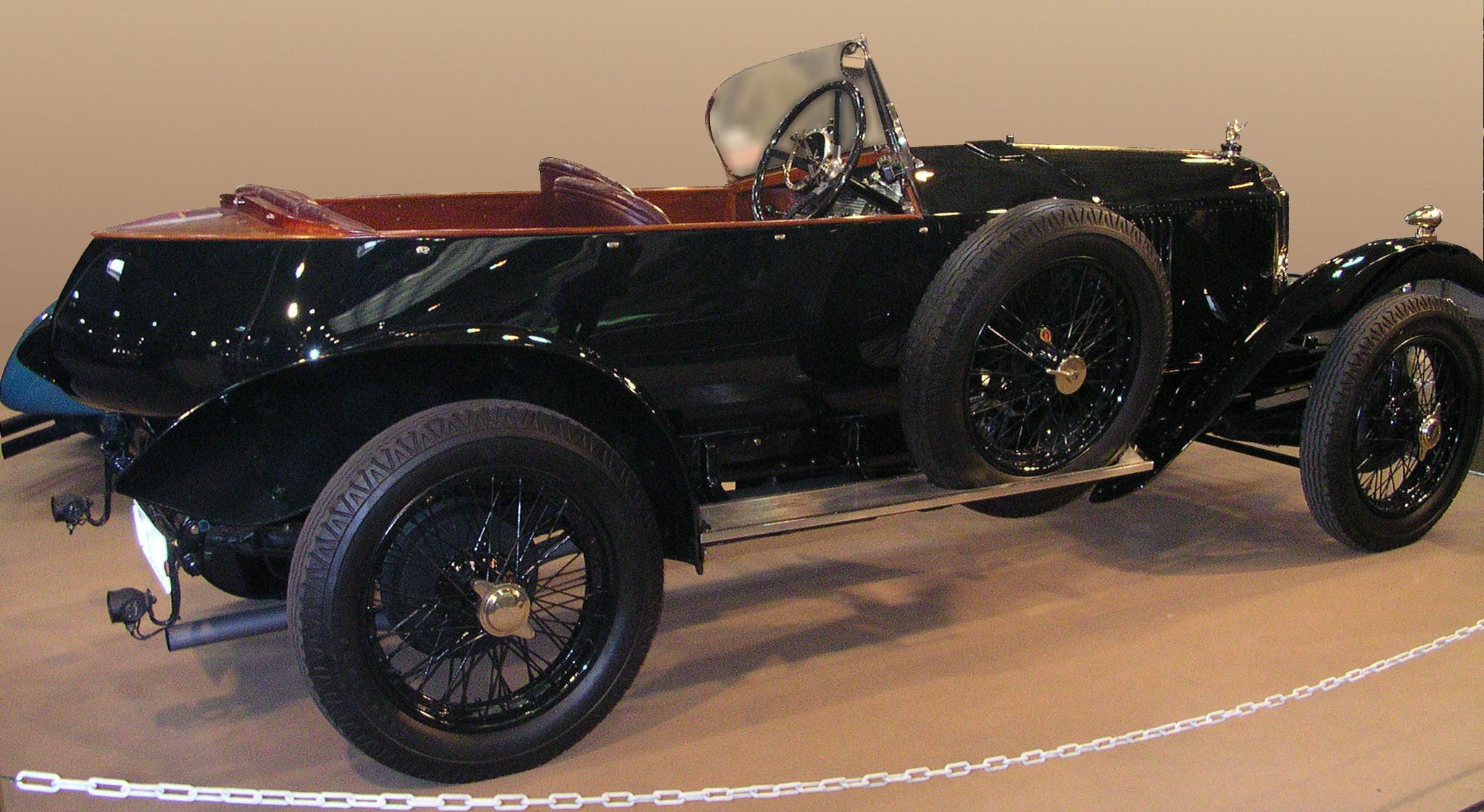
30/98 'Wensum'
„Der weiße Viersitzer, der auf Stand 140 in Wembley gezeigt wurde, war – glaube ich – bald nach der Eröffnung der Show am letzten Freitag verkauft. Es ist eine neue Karosserie in sehr sportlichem Stil. Es ist nach den Linien einer Jacht modelliert, von anmutiger Erscheinung und symmetrischer Balance. Eines dieser Autos erhielt den ersten Preis in seiner Klasse beim kürzlich abgehaltenen Concours d'Élegance in Boulogne.“

Der erste 30/98 wurde auf Geheiß des Automobilhändlers und Sportfahrers Joseph Higginson, des Erfinders des Autovac-Vorlagetanks, gebaut. Er gewann damit am 7. Juni 1913 das Shelsley-Walsh-Bergrennen, wobei er einen Bergrennrekord aufstellte. In den vorhergehenden Wochen hatte er den schnellsten Durchlauf des Tages am Waddington Pike und beim Aston-Clinton-Bergrennen absolviert.
Der 30/98 war aber kein Rennwagen, sondern ein sehr schneller Tourenwagen. Der Auspuffton war ein beruhigendes Grollen; es gab kein Geheul, kein Gekreisch, kein Jammern. Aber es gab ruhige Befriedigung. Wenn der Wagen für das Rennen erleichtert worden war, konnte er den Kurs von Brooklands mit einer Geschwindigkeit von 160 km/h umrunden. Der Hersteller garantierte dies. Einige Besitzer wollten es am Rennkurs bewiesen haben.
Die 30/98 waren auf dem Rahmen des Prince Henry aufgebaut; man konnte die beiden Modelle an der Form ihrer Kühler (30/98: eher flach; Prince Henry: V-förmig) unterscheiden. Lawrence Pomeroy nahm die seitengesteuerte Maschine des Prince Henry, bohrte sie um 3 mm auf und streckte die Wangen der Kurbelwelle kalt um 5 mm mit einem Dampfhammer, um den Hub des Motors zu verlängern. Die Kurbelwelle erhielt einen neuen Kettentrieb vorne, die Nockenwelle höhere Nocken und neue Stößelhöhen. Der Rahmen des Prince Henry wurde leicht abgeändert und das Ganze erhielt eine schmale, 4-Sitzige Aluminiumkarosserie ohne Türen und ein Paar vordere Alumninumkotflügel.
Vor Beginn des Ersten Weltkrieges wurden nur 13 Exemplare des Modells 30/98 für ausgewählte Kunden gebaut, der letzte davon 1915 für Percy Kidner, einen der Geschäftsführer von Vauxhall Motors. Die eigentliche Serienfertigung begann erst 1919.
Die Bezeichnung „30/98“ sollte möglicherweise anzeigen, dass der Motor bei 1000/min eine Leistung von 30 bhp (22 kW) und bei 3000/min eine Leistung von 98 bhp (73 kW) abgab. Eine andere Erklärung besagt, dass der Wagen mit 30 RAC-Steuer-PS eingestuft war und die Zylinderbohrung des Motors 98 mm betrug. Am wahrscheinlichsten erscheint jedoch die Erklärung, dass es einen populären, aber wesentlich langsameren Mercedes 37/90 PS gab. Vor allem galt der Name „30/98“ als gutaussehend und klangvoll.

## Spezifikation

### Serien- und Sonderausstattung
Als die Serienfertigung 1919 begann, musste für einen elektrischen Anlasser £ 50 Aufpreis bezahlt werden, obwohl er beim Vauxhall 25 bereits zur Serienausstattung zählte. Vauxhall verlangte aber keine Aufpreise für die elektrische Beleuchtung, die Uhr, den Tachometer, das Reserverad, das Werkzeug und die Nummernschilder. Die Kunden konnten wählen, ob sie die Motorhaube aus unlackiertem, poliertem Aluminium oder mit einer Lackierung wie das übrige Automobil wollten. Die Werbung für das Modell 30/98 OE erwähnte bei dessen Einführung 1922, dass die elektrische Beleuchtung nun sechs Lampen, eine Armaturenbrett- und Instrumentenbeleuchtung umfasste und eine elektrische Hupe und eine Ballhupe geliefert würden. 1927 pries die Werbung nur noch ausgeformte, verschiebbare Vordersitze, Drahtspeichenräder und Dunlop-Diagonalreifen, zwei Reserveräder, Federüberzüge, ein Gepäcknetz und einen (einzelnen) Scheibenwischer an.

### Karosserien

#### Velox
Der fabrikgefertigte viersitzige „Velox“-Tourenwagen war die Standardausführung des 30/98. Auch wenn er leicht und von eleganter Erscheinung, schlank und niederbordig war, so bedeutete diese Leichtigkeit doch geringen Komfort auf den Rücksitzen und die Seiten des Fahrzeuges waren so niedrig, dass man „Rücksitzpassagiere warnen sollte, dass sie auf eigene Gefahr reisen“.
Im Katalog 1920 wurde ein Vauxhall Velox „Featherweight Coupé“ vorgestellt, in dem zwei Passagiere innen sitzen konnten und ein zusätzlicher Notsitz für den Chauffeur, elektrische Lampen am Dach und eine V-förmige Windschutzscheibe angeboten wurden. Trotz seiner extrem leichten Konstruktion ist der Holzrahmen, auf dem die Bleche montiert sind, so erdacht, dass er ausreichend stark ist. Das Federgewicht-Coupé Velox, das auf der schottischen Motor Show ausgestellt und unterhalb der „Wasserlinie“ dunkelblau und schwarz darüber lackiert war, hatte vernickelte Accessoires und eine Motorhaube aus poliertem Aluminium und ein Walnussarmaturenbrett mit Handschuhfach. Das Coupé hatte eine Polsterung mit blauem Marokko-Leder, einen Dachhimmel, einen Teppich, Seidenkordeln und dazu passende Bänder. Es gab auch Blenden in hellerer blauer Seide mit Quasten. Auf der Ausstellung hatten die Karosserien eine besondere Ausstattung, die nicht im angegebenen Preis enthalten war.

#### Wensum
Mitte der 1920er-Jahre gab es eine Mode, Automobilkarosserien nach den Linien von Motorbooten zu entwerfen. Vauxhall beschrieb in seiner Werbung einen werksgefertigten offenen Zwei- oder Dreisitzer mit Bootsheck und bauchigen Kotflügeln namens „Wensum“ als „ultra-sportliche Karosserie“; sie war ab 1924 gegen Aufpreis erhältlich. Der dritte Sitz diente tatsächlich „nur der Dekoration“. Der Werksfahrer und damalige Manager A. J. Hancock hatte ein Motorboot auf dem Fluss Wensum, einer beliebten Motorbootstrecke in der Nähe von Norwich.
Diese Karosserien entstanden nicht auf derselben Produktionsstraße wie der Velox.
Für Kunden, die sich eine Spezialkarosserie bauen lassen wollten, gab es auch nackte Fahrgestelle.

### Motoren

#### E
Diese Maschine war eine Weiterentwicklung des Vierzylinder-Blockmotors mit seitlich stehenden Ventilen des Modells Prince Henry, aber auf 4525 cm³ Hubraum vergrößert, indem bei 98 mm Bohrung der Hub von 140 mm auf 150 mm verlängert wurde. Die neue Kurbelwelle war fünffach gelagert und hatte Druckölschmierung. Der Motor hatte einen einzelnen Zenith-Vergaser und leistete 90 bhp (66 kW) bei 3000/min. Es wurden insgesamt 274 Stück gefertigt.

#### OE
Im November 1922 wurde angekündigt, dass der Motor überholt würde; er wurde mit hängenden Ventilen und einem abnehmbaren Zylinderkopf ausgestattet und in “OE” umbenannt. Der Hub wurde bei gleichbleibender Bohrung wieder auf 140 mm zurückgenommen, was einen geringfügig kleineren Hubraum von 4224 cm³ ergab. Die Motorleistung aber stieg um fast 30 % auf 115 bhp (85 kW) bei 3300 1/min. Das Drehmoment bei niedrigen Drehzahlen verbesserte sich ebenfalls. Radstand und Länge des Wagens wuchsen um 10 cm und die Breite um 7,5 cm, damit die Passagiere komfortabler sitzen konnten. Es wurden insgesamt 313 Exemplare gebaut.

### Fahrgestell
Der Motor saß in einem separaten Hilfsrahmen auf dem Leiterrahmen des Fahrzeuges. Beide Achsen hingen an halbelliptischen Federn, die Hinterachse war eine gewöhnliche, angetriebene Starrachse. Beide Achsen waren mit Stoßdämpfern versehen. Ein Vierganggetriebe mit Schalthebel rechts neben dem Fahrer leitete die Motorkraft zum Hinterachsgetriebe, einem Differential mit gerade verzahnten Zahnrädern und einem Untersetzungsverhältnis von 3,08 : 1 weiter.
1923 wurde das Differential mit gerade verzahnten Zahnrädern zusammen mit der Einführung des Motortyps OE durch ein Schneckengetriebe mit dem Untersetzungsverhältnis 3,3 : 1 ersetzt. Rahmen und Radstand wurden um 101,6 mm verlängert und der Rahmen wurde durch Seitenträger mit größerem Querschnitt verstärkt. Die Karosserien waren nun 76 mm breiter. Das Drehmoment der Hinterachse wurde jetzt durch einen Torsionsstab in Banjoform entlang der Kardanwelle abgestützt.

#### Lenkung
Die Lenkung war als Schneckenlenkung mit Konus und einem versplinteten Lenkhebel ausgebildet.

#### Vauxhall-Bremsen
Das Modell 30/98 hatte eine mechanisch mit einem Pedal bediente Getriebebremse und Bremsen an der Hinterachse, die mit einem großen Handhebel (Handbremse) bedient wurden. Vorderradbremsen gab es ab Ende 1923, anfangs betätigt mit einem doppelten Bowdenzug und ab 1926 hydraulisch.
Die Bremstrommeln waren aus Stahl und hatten Auskleidungen aus Gusseisen eingenietet. Die letzte Charge des 30/98 nutzte bereits die Bremsenkomponenten des Modells 23/60 und die vorderen Trommeln waren sehr groß und hatten Kühlrippen.
Die Getriebebremse – die mit dem Einbau der Vorderradbremsen etwas früher als diese zum Eingriff kamen – war in einer Trommel hinter dem Getriebe untergebracht und wäre wohl ausreichend gewesen, aber sie war üblicherweise mit Öl verschmiert, das aus dem Getriebeausgangslager lief. Dann führte der Tritt aufs Bremspedal nur zu Gestank, aber nicht zu einer nennenswerten Bremswirkung. Ein ausreichend geschulter Fahrer – mit starken Händen und Verständnis für die Funktionsweise einer Handbremse – konnte Kurven schnell durchfahren. Handbremswenden waren bei nassem Wetter möglich. „In Notsituationen aber war das Bremsen Zeitverschwendung, der Fahrer musste lenken, herunterschalten, aus dem Auto springen, beten – vielleicht genau in dieser Reihenfolge.“
Beim OE wurde auf stark gerippte Aluminiumtrommeln, die mit Stahl ausgekleidet waren, umgestellt; die Auskleidungen waren von Ferodo. 1923, ein Jahr nach dem Start des Modells OE, wurden Vorderradbremsen eingeführt, die mit dem Pedal verbunden waren, mit dem man immer noch die Getriebebremse bediente. 1927 wurden sie durch ein berüchtigt launisches, hydraulisches System ersetzt, das das Pedal mit der Getriebebremse und diese mit den Bremstrommeln an der Vorderachse verband.
Die Bremsen an der Hinterachse, ebenfalls Trommelbremsen, wurden durch ein Gestänge mit einem Handhebel außen an der Karosserie (rechts vom Fahrer) bedient. Die mit dem Pedal über den Hauptbremszylinder bedienten „Vierradbremsen“ wirkten auf die Vorderradbremsen und – über die Getriebebremse – auf die Hinterräder. Die Vorderradbremsen waren Trommeln, die Getriebebremse war eine Klammer, die sich zusammenzog. Die Getriebebremse mit kleineren Zylindern erhielt nur ein Drittel der Bremskraft. Das System war selbstnachstellend und selbstkompensierend. Die Kompensation wird durch die (unterschiedliche) Größe der Bremszylinder erreicht. Die Selbstnachstellung funktioniert durch einen Reibring in einer Nut im Bremszylinder. Die Vorderradbremsen werden über Kugelumlaufschnecken betätigt. Die auflaufende Bremsbacke in den Trommeln greift immer etwas früher ein und gibt die Trommel auch früher frei als die ablaufende.
Vor dem Armaturenbrett, unter der Motorhaube, befindet sich ein Bremsflüssigkeitsbehälter, der unter einem Druck von ca. 0,5 bar gehalten wird, damit keine Luft ins System eindringen kann. Ein Kanister mit ½ Gallone (2,275 Liter) Bremsflüssigkeit gehörte zur Ausstattung des Fahrzeuges.

#### Radaufhängung
Die Federn hinten und vorne waren halbelliptisch. Hinten sitzen sie über der Achse mit einer Wirbelverankerung an den Achsenden. Stoßdämpfer gibt es vorne und hinten.

## Fahrberichte
„Eine Beschleunigungskraft, erstaunlich schnell und weich, aber doch perfekt kontrolliert (...) die packende Charakteristik eines Rennwagens in einer Maschine, die zu einem angenehmen Verhalten gezähmt wurde (...) die Maschine, die 100 bhp auf der Stelle entwickelt und die den Wagen mit über 80 mph (128 km/h) bewegen kann, kann mit dem Gaspedal [ohne Herunterschalten] soweit gedrosselt werden, dass der Wagen mit 12–15 mph (19–24 km/h) weich fährt.“ „Es ist sicherlich der gierigste Motor eines Tourenwagens, den ich je gefahren habe. Ich meine dabei nicht den Benzinverbrauch, sondern das starke Verlangen, noch schneller fahren zu dürfen.“
(OE): „Ein schnelles Doppelkupplen bei 50 [mph] (80 km/h) oder sogar darüber kann geräuschlos durchgeführt werden, und schon tobt er im Dritten davon mit einem leichten Bellen (...). Der Preis des 30/98, wie er im Katalog zurückhaltend als schneller Tourenwagen beschrieben wird, beträgt £ 1220.“
Einige Leute meinen, es sei ein Fehler, einen 30/98 mit einem Bentley zu vergleichen.

## Meinung eines Besitzers
„(…) trotz meiner 18-jährigen Erfahrung begann ich mit dem Autofahren erst wirklich, seit ich meinen 30/98 gekauft habe.“

## Preise

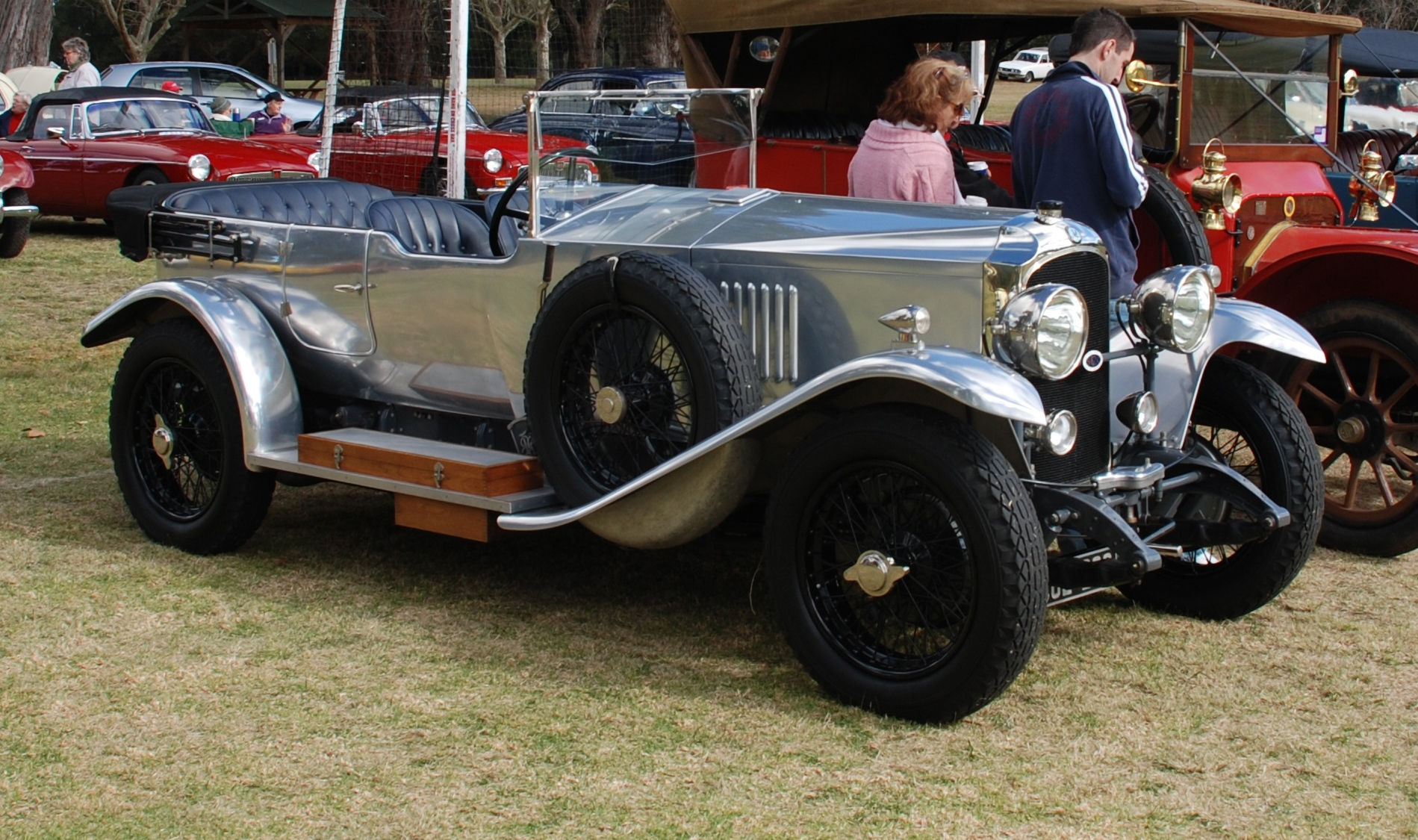
Vauxhall 30/98 (1926) mit poliertem ‚Velox‘-Aufbau aus Aluminium

Nacktes Fahrgestell
- 1919 £ 1125[22]
- 1920 £ 1275
- 1921 £ 950 (reduziert nach dem Nachlassen der Nachfrage nach Autos im Allgemeinen)[23]
- 1924 £ 950[24]

Mit 'Velox'-Aufbau:
- 1919 £ 1475[22]
- 1920 £ 1676
- 1921 £ 1300 (reduziert nach dem Nachlassen der Nachfrage nach Autos im Allgemeinen)[23]
- 1924 £ 1220[19]

Als Rolls-Royce seinen neuen 20 hp (der 30/98 war als 23.8 hp eingestuft) im Dezember 1922 ankündigte, waren dessen Preise:
- nacktes Fahrgestell £ 1100
- mit dem beliebtesten (Tourenwagen)aufbau lagen der Gesamtpreis bei etwa £ 1600[25]

Der erste Vauxhall von General Motors, der Cadet, eine 4-Türige Limousine mit 2-Liter-Sechszylindermotor, kostete £ 280 im Jahre 1930, mehr als 10 Jahre später.

## Motorsport
Bis 1920 hatte sich der 30/98 einen stabilen guten Ruf, sowohl in der Rennszene als auch auf der Straße, erworben. Später, als die OE-Maschine eingebaut war, garantierte Vauxhall, dass ein für den Wettbewerb abgespecktes Auto eine Höchstgeschwindigkeit von 100 mph (160 km/h) erreichen konnte.
Nach dem Ersten Weltkrieg wurden die 30/98 nie mehr von Werksfahrern in Wettbewerben bewegt, da das Werk gar keinen Rennstall mehr hatte, aber Privatfahrer nahmen damit erfolgreich an Wettbewerben teil. Ihr Erfolg beruhte nicht auf dem vor 1914 üblichen Prinzip immer größerer Motoren für gute Wettbewerbserfolge und purer Kraft, sondern eher auf der Gesamtqualität von Konstruktion und Zuverlässigkeit.

## Letzte Charge
Die letzten 30/98 wurden 1927 zusammengesetzt. Ihre Motoren hatten ausgewuchtete Kurbelwellen, sodass sie auf bis zu 120 bhp (88 kW) bei 3500 1/min. gebracht werden konnten. Sie haben auch ein Getriebe mit kürzerer Übersetzung.